# Чак Ајдсон
Чарлс Патрик Ајдсон Млађи (енгл. Charles Patrick "Chuck" Eidson Jr.; Самервил, Јужна Каролина, 10. октобар 1980) је бивши амерички кошаркаш. Играо је на позицији крила.

## Биографија
Од 1999. до 2003. играо је на Универзитету Јужна Каролина за екипу Јужна Каролина гејмкокса. На НБА драфту 2003. није изабран, тако да је прву сениорску сезону провео у НБА развојној лиги са екипом Норт Чарлстон лоугејторса.
Од 2004. године игра у Европи и прве две сезоне провео је у немачком клубу Гисен фортисиксерси, а на основу учинка у овом тиму је и проглашен за најкориснијег играча немачког првенства 2004/05.
Сезону 2006/07. провео је у екипи Стразбур ИГ и тада је имао најбољи проценат шута за 3 поена у француском првенству.
Наредне две сезоне играо је за литвански Лијетувос ритас и био је део тима који је у сезони 2008/09. постигао највећи успех у историји клуба освајањем чак 4 трофеја - националног првенства и купа, Балтичке лиге и Еврокупа. Сам Ајдсон у тој сезони био је најкориснији играч Еврокупа и изабран у прву поставу идеалног тима. МВП титулу зарадио је и у финалу Балтичке лиге.
Од 2009. до 2011. две сезоне провео је у израелском Макабију из Тел Авива и у том периоду са њим освојио два национална купа (2010, 2011) и једно првенство (2011). На међународној сцени стигли су до финала Евролиге 2010/11, а Ајдсон је био најкориснији играч месеца новембра.
Сезона 2011/12. затиче га у шпанској Барселони, а за време његовог боравка тамо клуб је освојио Суперкупа Шпаније 2011. године, као и АЦБ лигу 2011/12.
Од 2012. до 2014. био је члан руске екипе УНИКС Казањ, а играјући за њу уврштен је у другу поставу идеалног тима Еврокупа 2012/13.

## Успеси

### Клупски
- Лијетувос ритас:
  - Еврокуп (1): 2008/09.
  - Балтичка лига (1): 2008/09.
  - Првенство Литваније (1): 2008/09.
  - Куп Литваније (1): 2009.
- Макаби Тел Авив:
  - Првенство Израела (1): 2010/11.
  - Куп Израела (2): 2010, 2011.
- Барселома:
  - Првенство Шпаније (1): 2011/12.
  - Суперкуп Шпаније (1): 2011.

### Појединачни
- Најкориснији играч Еврокупа (1): 2008/09.
- Идеални тим Еврокупа - прва постава (1): 2008/09.
- Идеални тим Еврокупа - друга постава (1): 2012/13.
- Најкориснији играч месеца Евролиге (1): 2010/11. (1)
- Најкориснији играч кола Евролиге (2): 2009/10. (1), 2010/11. (1)
- Најкориснији играч кола Еврокупа (4): 2006/07. (3), 2008/09. (1)
- Најкориснији играч Бундеслиге Немачке (1): 2004/05.
- Најкориснији играч финала Балтичке лиге (1): 2008/09.